# Chitose (Hokkaidō)
Chitose (千歳市 Chitose-shi?) es una ciudad en la prefectura de Hokkaidō, Japón, localizada en la parte sur de la isla de Hokkaidō, en la subprefectura de Ishikari. Chitose fue fundada el 1 de julio de 1958. El 31 de diciembre de 2020 tenía una población estimada de 97 945 habitantes y una densidad de población de 164 personas por km².El 1 de febrero de 2024, la población había descendido ligeramente, a 97 919 habitantes, repartidos en 52 196 hogares, con una densidad de población de 165 personas por km².
La ciudad es conocida por albergar el Nuevo Aeropuerto de Chitose, el aeropuerto internacional más grande de Hokkaidō y el aeropuerto más cercano a Sapporo, así como por la cercana base aérea de Chitose. China Airlines opera su oficina de Sapporo en el tercer piso del edificio del aeropuerto. La aerolínea Hokkaido Air System tuvo su sede en el nuevo aeropuerto de Chitose, pero en la actualidad su oficina central se halla en el aeropuerto de Okadama en Higashi-ku (Sapporo).
Chitose también es conocida por su Pagoda de la Paz, construida por la orden budista japonesa Nipponzan Myohoji en 1978.

## Origen del nombre
En el idioma ainu, Chitose originalmente se llamaba shikot, que significa gran depresión o hueco, en referencia al lago Shikotsu, que es un lago de cráter. En japonés, esto sonaba como huesos muertos (死骨 shikotsu?), por lo que se cambió a Chitose.

## Geografía
Chitose está localizada en la parte sur de la subprefectura de Ishikari y es una de las puertas de entrada al parque nacional Shikotsu-Tōya, el lago Shikotsu y el monte Tarumae. La ciudad está limitada por Eniwa en el norte y por Tomakomai en el sur.

## Demografía
Según los datos del censo japonés de 2015, la población de Chitose era de 95 664 personas distribuidas 40 614 hogares. El aumento de la población fue el segundo en Hokkaidō después de la ciudad de Sapporo. En agosto de 2011 se convirtió en la décima ciudad más poblada de Hokkaidō.
| Gráfica de evolución demográfica de Chitose entre 1940 y 2015 |
|                                                               |
| Oficina de Estadística de Japón                               |

### Clima
La ciudad tiene un clima continental húmedo caracterizado por los inviernos fríos y veranos cálidos (Dfb en la clasificación climática de Köppen). La temperatura media anual en Chitose es de 6.8 °C. La precipitación media anual es de 1069 mm siendo septiembre el mes más húmedo. Las temperaturas son más altas en promedio en agosto, alrededor de 21.0 °C, y más bajas en enero, alrededor de -6,6 °C.
| Parámetros climáticos promedio de Chitose (1981～2010年) | Parámetros climáticos promedio de Chitose (1981～2010年) | Parámetros climáticos promedio de Chitose (1981～2010年) | Parámetros climáticos promedio de Chitose (1981～2010年) | Parámetros climáticos promedio de Chitose (1981～2010年) | Parámetros climáticos promedio de Chitose (1981～2010年) | Parámetros climáticos promedio de Chitose (1981～2010年) | Parámetros climáticos promedio de Chitose (1981～2010年) | Parámetros climáticos promedio de Chitose (1981～2010年) | Parámetros climáticos promedio de Chitose (1981～2010年) | Parámetros climáticos promedio de Chitose (1981～2010年) | Parámetros climáticos promedio de Chitose (1981～2010年) | Parámetros climáticos promedio de Chitose (1981～2010年) | Parámetros climáticos promedio de Chitose (1981～2010年) |
| Mes                                                      | Ene.                                                     | Feb.                                                     | Mar.                                                     | Abr.                                                     | May.                                                     | Jun.                                                     | Jul.                                                     | Ago.                                                     | Sep.                                                     | Oct.                                                     | Nov.                                                     | Dic.                                                     | Anual                                                    |
| -------------------------------------------------------- | -------------------------------------------------------- | -------------------------------------------------------- | -------------------------------------------------------- | -------------------------------------------------------- | -------------------------------------------------------- | -------------------------------------------------------- | -------------------------------------------------------- | -------------------------------------------------------- | -------------------------------------------------------- | -------------------------------------------------------- | -------------------------------------------------------- | -------------------------------------------------------- | -------------------------------------------------------- |
| Temp. máx. abs. (°C)                                     | 8.2                                                      | 9.1                                                      | 14.4                                                     | 24.1                                                     | 29.9                                                     | 31.4                                                     | 33.1                                                     | 34.2                                                     | 30.5                                                     | 24.6                                                     | 20.9                                                     | 15.0                                                     | '                                                        |
| Temp. máx. media (°C)                                    | −1.4                                                     | −0.8                                                     | 3.2                                                      | 10.7                                                     | 16.0                                                     | 19.3                                                     | 22.4                                                     | 24.6                                                     | 21.6                                                     | 15.8                                                     | 8.3                                                      | 1.5                                                      | 11.8                                                     |
| Temp. media (°C)                                         | −6.7                                                     | −6.0                                                     | −1.2                                                     | 5.3                                                      | 10.4                                                     | 14.5                                                     | 18.3                                                     | 20.4                                                     | 16.5                                                     | 10.0                                                     | 3.3                                                      | −3.4                                                     | 6.8                                                      |
| Temp. mín. media (°C)                                    | −13.9                                                    | −13.4                                                    | −6.9                                                     | −0.1                                                     | 5.2                                                      | 10.5                                                     | 15.3                                                     | 17.1                                                     | 11.4                                                     | 3.7                                                      | −2.4                                                     | −9.6                                                     | 1.4                                                      |
| Temp. mín. abs. (°C)                                     | −30.7                                                    | −30.3                                                    | −25.7                                                    | −14.2                                                    | −3.8                                                     |                                                          |                                                          |                                                          |                                                          |                                                          | −18.1                                                    | −25.9                                                    | '                                                        |
| Precipitación total (mm)                                 | 39.5                                                     | 34.3                                                     | 49.9                                                     | 70.3                                                     | 97.1                                                     | 70.4                                                     | 127.4                                                    | 177.6                                                    | 162.8                                                    | 109.6                                                    | 77.4                                                     | 52.8                                                     | 1069.1                                                   |
| Nevadas (cm)                                             | 54                                                       | 57                                                       | 33                                                       | 5                                                        | 0                                                        | 0                                                        | 0                                                        | 0                                                        | 0                                                        |                                                          |                                                          |                                                          | 149                                                      |
| Fuente: Agencia Meteorológica de Japón                   |                                                          |                                                          |                                                          |                                                          |                                                          |                                                          |                                                          |                                                          |                                                          |                                                          |                                                          |                                                          |                                                          |

## Ciudades hermanas
Chitose está hermanada con:
- Anchorage, Alaska, EE. UU. (desde 1968);
- Ibusuki, Kagoshima, Japón (desde 1994);
- Kongsberg, Noruega (desde 1988);
- Changchun, Jilin, China (desde 2004).